# Ensoniq
Ensoniq Corp. fue un fabricante de componentes electrónicos estadounidense, más conocido a mediados de los años 1980 y 90 por sus instrumentos musicales, principalmente samplers y sintetizadores.

## Historia de la compañía
Ensoniq fue fundada en 1982 por los ingenieros de Commodore Robert "Bob" Yannes (diseñador del chip de audio SID del ordenador doméstico Commodore 64), Bruce Crockett, y Al Charpentier. Su primer producto fue un software de drum machine que se ejecutaba en un ordenador doméstico.
Ensoniq entró en el mercado de los instrumentos con el teclado de samples Mirage en 1985. Con un precio de 1500 $, costaba mucho menos que los samplers anteriores, como el Fairlight y el Emulator. Empezando con el ESQ-1, comenzaron a producir sintetizadores basados en  wave tables . Siguiendo el éxito de estos productos, Ensoniq estableció una subsidiaria en Japón en 1987. En 1994 comenzaron a producir tarjetas de sonido PCI para ordenadores domésticos. En 1998 la compañía fue adquirida por Creative Labs por 77 millones de dólares, y se fusionó con E-Mu Systems.

## Evolución temporal de los principales productos
- 1985 - Ensoniq Mirage
- 1986 - Ensoniq ESQ-1
- 1986 - Ensoniq SDP-1
- 1988 - Ensoniq SQ-80
- 1988 - Ensoniq EPS
- 1989 - Ensoniq VFX
- 1990 - Ensoniq EPS 16 Plus
- 1990 - Ensoniq SQ-1
- 1990 - Ensoniq SQ-1 Plus
- 1990 - Ensoniq VFX-SD
- 1991 - Ensoniq SD-1
- 1991 - Ensoniq SQ-2
- 1991 - Ensoniq SQ-R Plus
- 1992 - Ensoniq DP/4
- 1992 - Ensoniq KS32
- 1993 - Ensoniq ASR 10
- 1993 - Ensoniq TS 10/12
- 1994 - Ensoniq KT/76
- 1996 - Ensoniq MR61
- 1997 - Ensoniq ASR X
- 1998 - Ensoniq Fizmo
- 1998 - Ensoniq ASR X Pro
- 1999 - Ensoniq ZR/76
- 2002 - Ensoniq Halo